# Nandina domestica
Nandina domestica är en berberisväxtart som beskrevs av Carl Peter Thunberg. Nandina domestica ingår i släktet Nandina och familjen berberisväxter. Inga underarter finns listade i Catalogue of Life.

## Bildgalleri

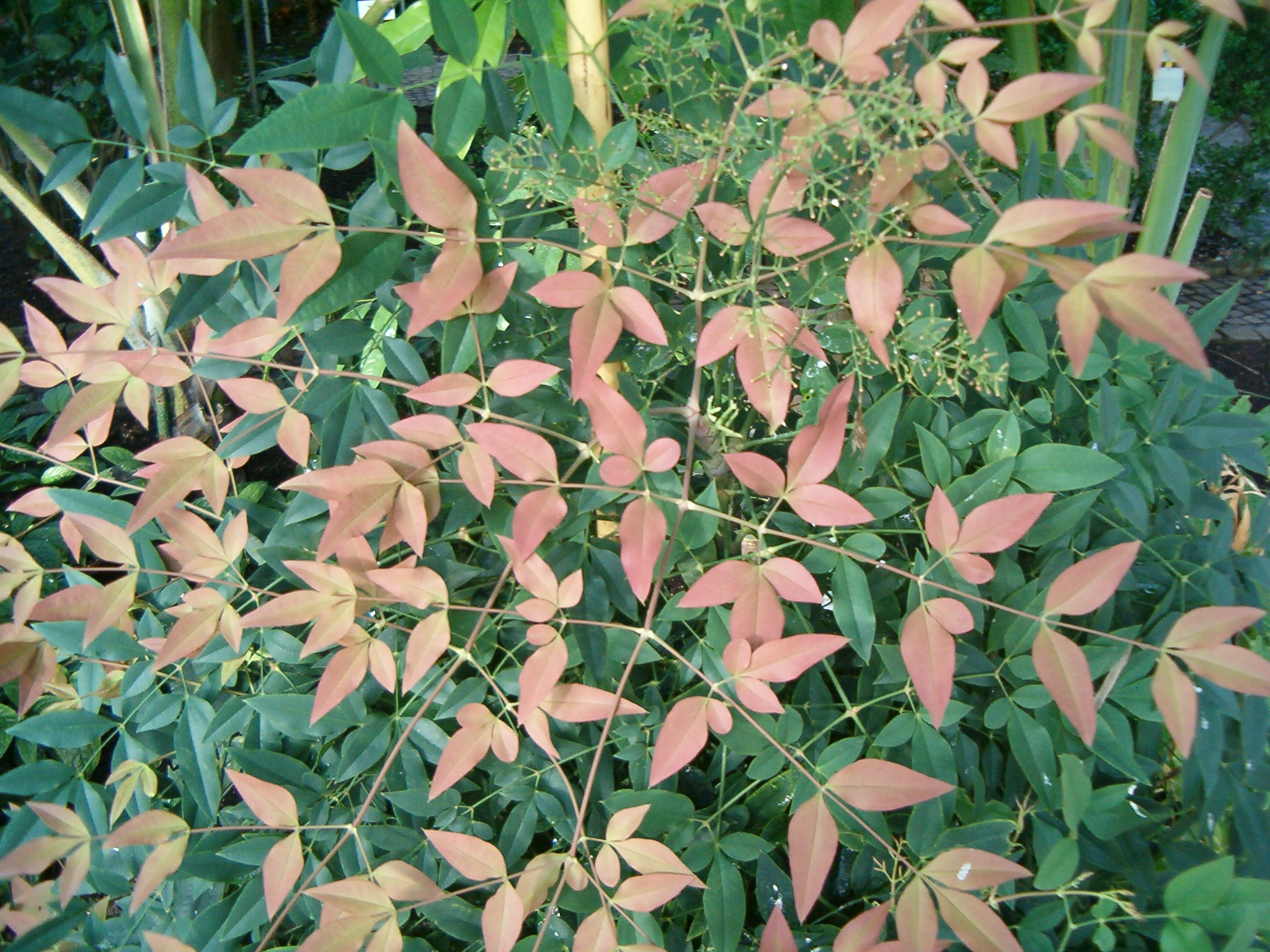
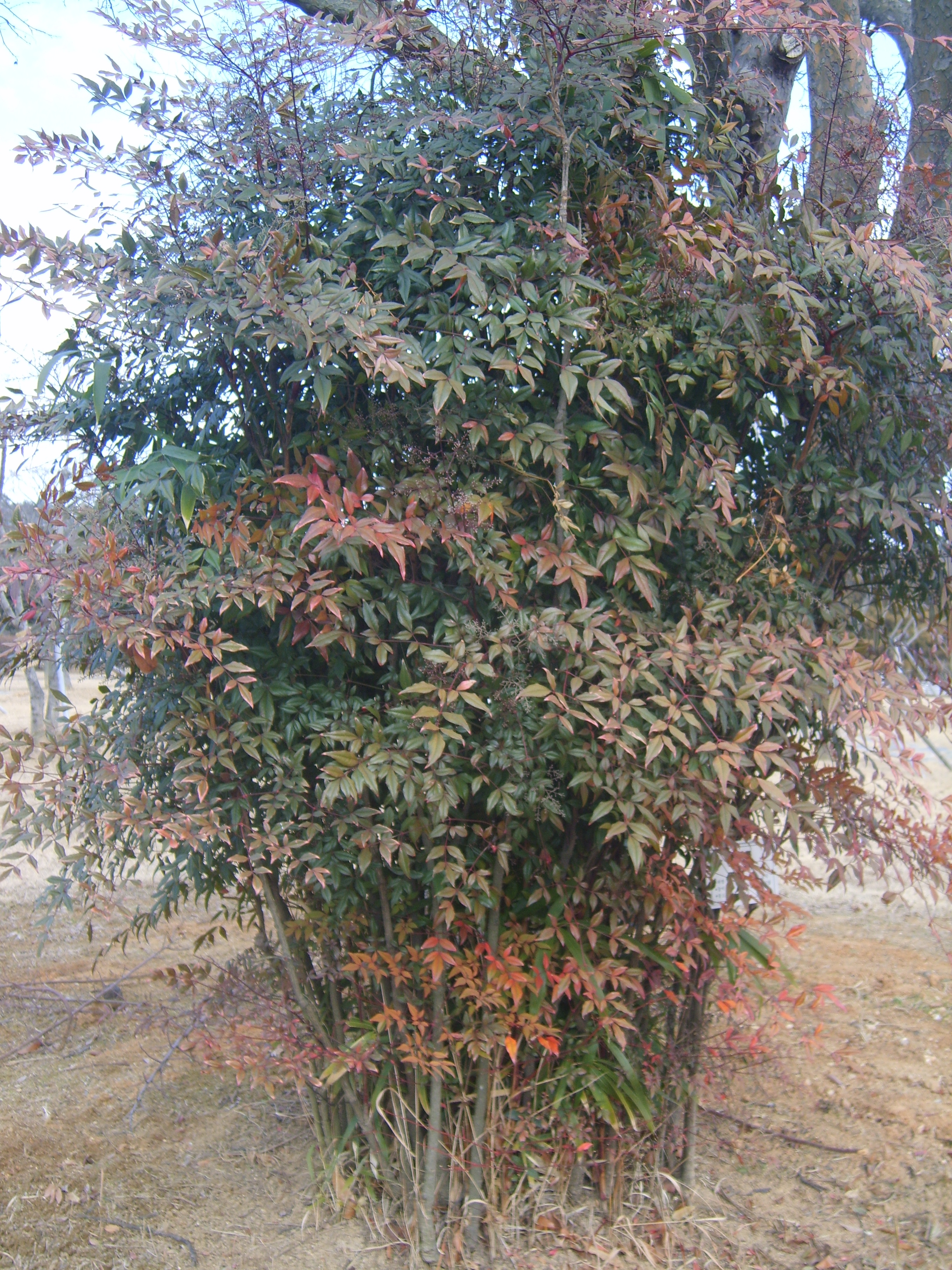
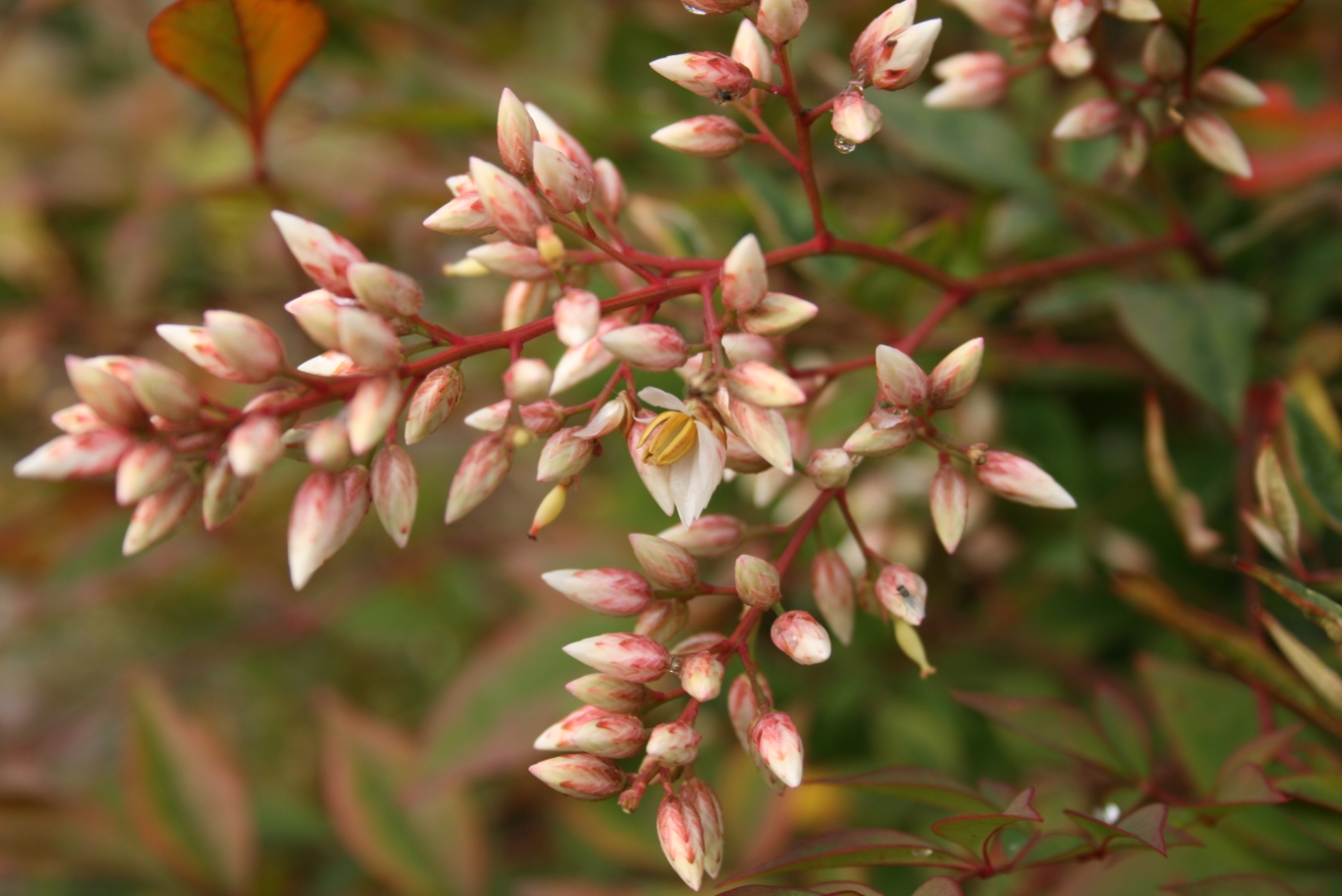
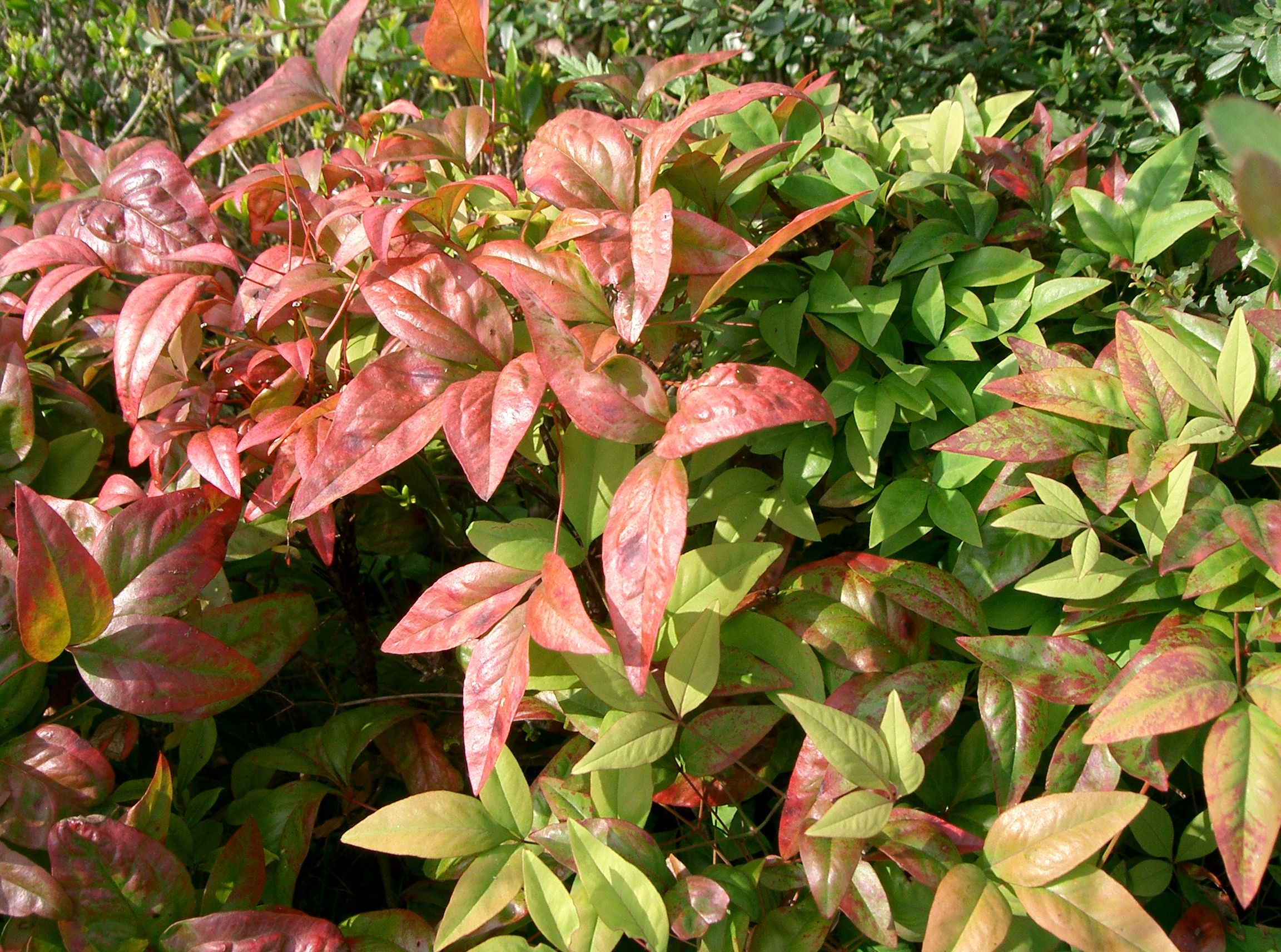
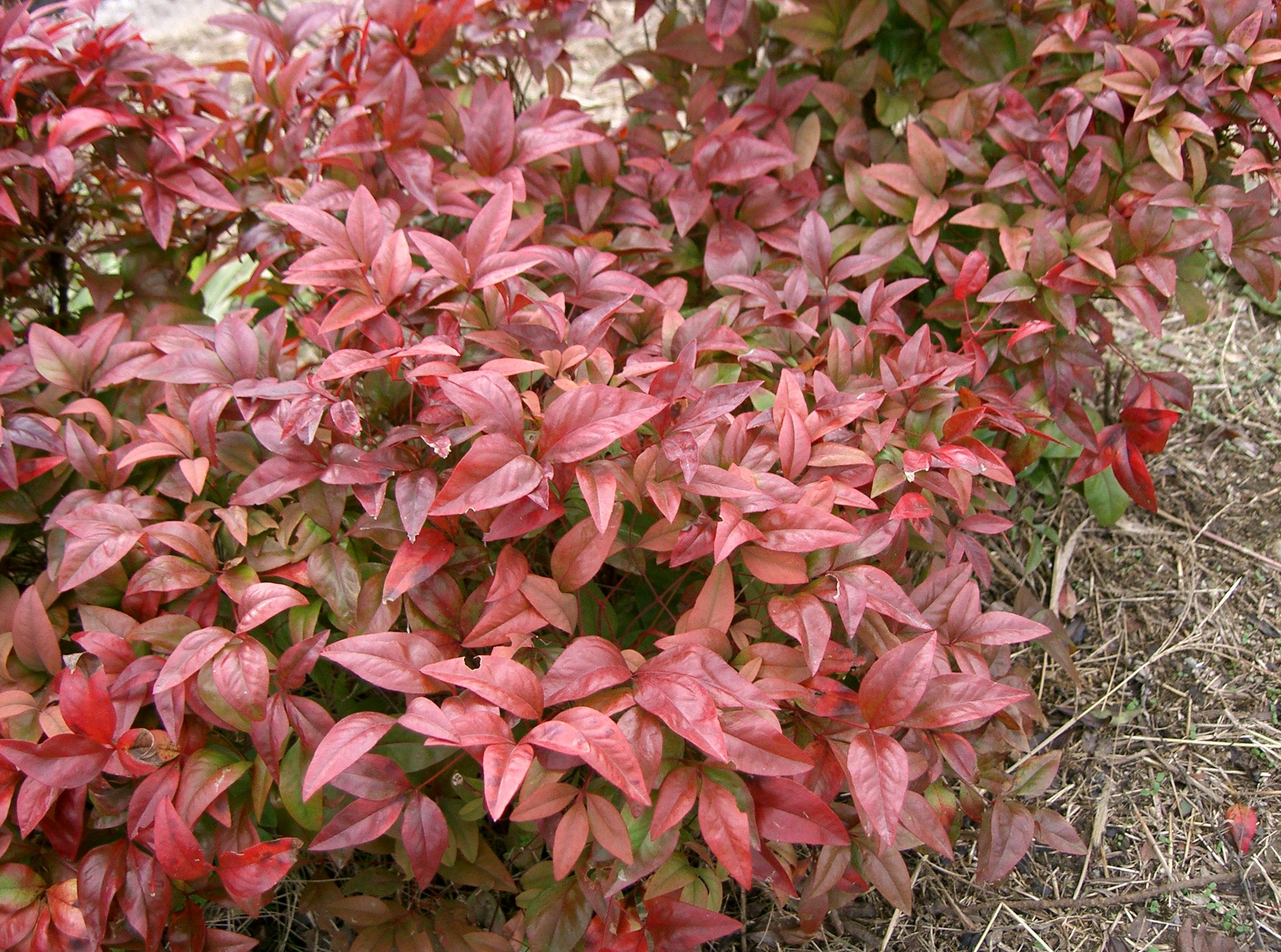
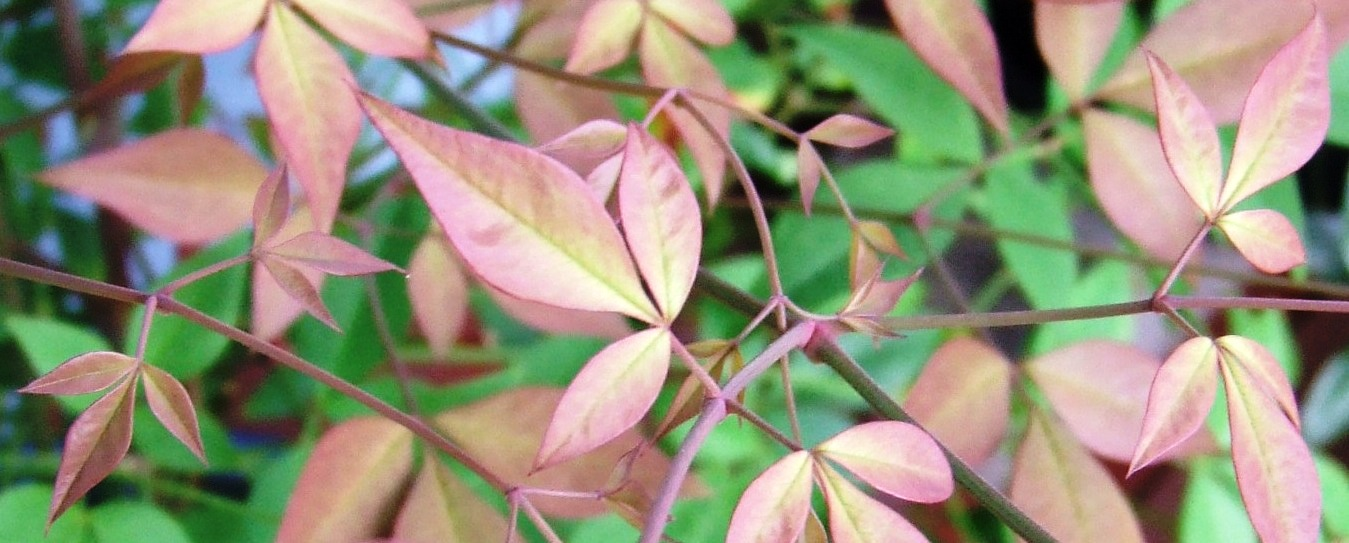